# Leptopsis zumun
Leptopsis zumun är en insektsart som först beskrevs av Desutter-grandcolas 1992.  Leptopsis zumun ingår i släktet Leptopsis och familjen syrsor. Inga underarter finns listade i Catalogue of Life.